# Stenorrhina degenhardtii
Stenorrhina degenhardtii är en ormart som beskrevs av Berthold 1846. Stenorrhina degenhardtii ingår i släktet Stenorrhina och familjen snokar.
Denna orm förekommer i Centralamerika och norra Sydamerika från södra Mexiko till norra Peru. Arten lever i låglandet och i bergstrakter upp till 2800 meter över havet. Individerna vistas i olika slags skogar, i savanner och de besöker odlingsmark. Stenorrhina degenhardtii är dagaktiv och den har skorpioner, spindlar, insekter och deras larver som föda. Honor lägger ägg som kläcks under regntiden. En hona i nordvästra Venezuela hade 11 ägg.
För beståndet är inga hot kända. Hela populationen anses vara stabil. IUCN listar arten som livskraftig (LC).

## Underarter
Arten delas in i följande underarter:
- S. d. ocellata
- S. d. degenhardtii
- S. d. mexicana